# Сфагнум притуплений
Сфагнум притуплений (Sphagnum obtusum) — вид мохів порядку торфовикальних (Sphagnales).

## Поширення
Батьківщиною є Європа, Північна Америка, Азія.
Цей вид росте в покривах плавучої рослинності зарослих озер, в оліготрофних і мезотрофних болотах, у тундрових болотах і вздовж річок або озер. Росте також на муравах, у вологих перехідних і трясних болотах, іноді занурюється. Росте на висотах 0–700 метрів.